# 鈴木美加
鈴木 美加（すずき みか、1964年12月 - ）は、日本の日本語教育学者。専門は、日本語教授法・教育工学。東京外国語大学国際日本学研究院教授。

## 学歴
- 1987年3月　国際基督教大学教養学部語学科日本語学専攻卒業
- 1990年3月　国際基督教大学大学院教育学研究科視聴覚教育法専攻修士課程修了

## 職歴
- 1987年4月　国際基督教大学教養学部語学科・大学院教育学研究科非常勤副手
- 1988年9月　コルビー大学語学助手
- 1990年4月　東京外国語大学外国語学部附属日本語学校講師
- 1992年4月　東京外国語大学留学生日本語教育センター講師（改組に伴う配置換え）
- 1994年4月　同助教授
- 2015年4月　東京外国語大学国際日本学研究院准教授（改組に伴う配置換え）
- 2017年4月　同教授

## 著書
- 「眼の動きと読解」『講座社会言語科学 第４巻 教育』ひつじ書房 pp. 126-147、2008年
- 「読解の過程」社団法人日本語教育学会編『新版日本語教育事典』大修館書店 pp.364-365. 2006年